# Winterhausen
Winterhausen è un comune tedesco di 1 515 abitanti, situato nel land della Baviera, (regione geografica Franconia)
Winterhausen (villaggio d'inverno) si trova sul fiume Meno.

## Gemellaggi (Partnerschaft)
Gemellato con la città di Cannobio (VB)
Il 31 ottobre 2016 è stato firmato a Cannobio l’atto di Fratellanza e Gemellaggio tra il comune sul Lago Maggiore e quello sul fiume Meno. La delegazione di Winterhausen è giunta a Cannobio dove una serie di simpatiche iniziative ha fatto da corollario alla stipula del patto di Fratellanza e Gemellaggio.

## Collegamenti WEB
- http://www.winterhausen.de/startseite-gemeinde/[collegamento interrotto]

- Sito ufficiale Comune di Cannobio